# 托里 (约讷省)
托里（法語：Thory，法語發音：[tɔʁi]）是法国勃艮第-弗朗什-孔泰大区约讷省的一个市镇，位于该省东南部，属于阿瓦隆区。

## 地理
托里（47°33'54"N, 3°54'47"E）面积8.25 平方千米，位于法国勃艮第-弗朗什-孔泰大區约讷省，该省份为法国中北部内陆省份，西接卢瓦雷省，西北接塞纳-马恩省，南至涅夫勒省，东临科多尔省，东北与奥布省接壤。
与托里接壤的市镇（或旧市镇、城区）包括：埃托勒、茹拉维尔、吕西勒布瓦、普罗旺西、圣科隆布。

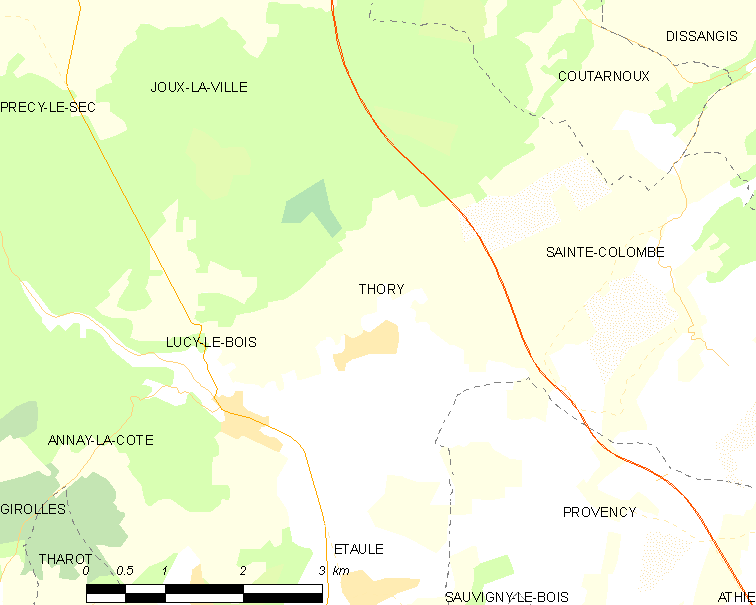
的OSM定位图

托里的时区为UTC+01:00、UTC+02:00（夏令时）。

## 行政
托里的邮政编码为89200，INSEE市镇编码为89415。

## 政治
托里所属的省级选区为阿瓦隆县。

## 人口

1962-2008年间人口变化图示

托里于2022年1月1日时的人口数量为193人。